# René Baeten
René Gommarus Desire Baeten (Vorselaar, 10 juni 1927 - Sint-Niklaas,  5 juni 1960) was een Belgisch motorcrosser.

## Levensloop
In 1953 en in 1954 werd Baeten, op Saroléa, tweede in het Europese kampioenschap motorcross 500cc, achter zijn landgenoot Auguste Mingels. In het eerste wereldkampioenschap 500cc, in 1957, werd hij (als fabrieksrijder voor het Belgische merk FN) tweede achter de Zweed Bill Nilsson. Het volgende jaar waren de rollen omgekeerd; Baeten werd wereldkampioen vóór Nilsson. Hierdoor werd hij de eerste Belgische wereldkampioen motorcross in de 500cc-klasse. Hij kreeg dat jaar ook de Nationale trofee voor sportverdienste. Aan het einde van dat seizoen zou FN zich uit de motorcross terugtrekken.
Als lid van het Belgische team voor de Motorcross der Naties, het wereldkampioenschap voor landenteams, behaalde hij podiumplaatsen in 1953 (tweede achter Groot-Brittannië), 1955 (tweede achter Zweden), 1956 (derde achter Groot-Brittannië en Zweden), en 1957 (tweede achter Groot-Brittannië).
Baeten kwam in juni 1960 zwaar ten val tijdens de eerste manche van het Belgisch kampioenschap in de Gelaagputten te Stekene. Hierdoor liep hij onder meer een gebroken schedel op. Later bezweek hij door interne bloedingen ten gevolge van de val in een ziekenhuis te Sint-Niklaas.
Op 22 november 2004 gaf de Belgische Post, in een reeks van 12 "Prior"-postzegels van 0,50 euro, een postzegel uit met een afbeelding van Baeten.
1928 Louis Crooy en Victor Groenen · 1929 Georges Ronsse · 1930 Hyacinthe Roosen · 1931 René Milhoux en Jules Tacheny · 1933 Jef Scherens · 1934 Union Sint-Gillis · 1935 Arnold de Looz-Corswarem · 1936 Ernest Demuyter · 1937 Joseph Mostert · 1938 Hubert Carton de Wiart · 1939 Henry de Menten de Horne · 1940 Fernande Caroen · 1941 Jan Guilini · 1942 Pol Braekman · 1943 Albert de Ligne · 1944 niet toegekend · 1945 vliegend personeel van de Belgische sectie van de Royal Air Force · 1946 Gaston Reiff · 1947 Micheline Lannoy en Pierre Baugniet · 1948 Etienne Gailly · 1949 Feru Moulin · 1950 Briek Schotte · 1951 Johny Claes en Jacques Ickx · 1952 André Noyelle · 1953 bemanning van het jacht Omoo (zeilsport) · 1954 Adolf Verschueren · 1955 Roger Moens · 1956 Gilberte Thirion · 1957 Jacky Brichant en Philippe Washer · 1958 René Baeten · 1959 Belgische hockeyploeg bij de mannen · 1960 Flory Van Donck · 1961 Rik Van Looy · 1962 Gaston Roelants · 1963 Aureel Vandendriessche · 1964 Joël Robert · 1965 Eerste Jachtwing van de Belgische Luchtmacht · 1966 Raymond Ceulemans · 1967 Ferdinand Bracke en Eddy Merckx · 1968 Jacky Ickx · 1969 Serge Reding · 1970 Freddy Herbrand · 1971 Miel Puttemans · 1972 Karel Lismont · 1973 Roger De Coster · 1974 Paul Van Himst · 1975 Jean-Pierre Burny · 1976 Ivo Van Damme · 1977 Gaston Rahier · 1978 RSC Anderlecht · 1979 Robert Van de Walle · 1980 Belgische voetbalploeg bij de mannen · 1981 Annie Lambrechts · 1982 Ingrid Berghmans · 1983 Eddy Annys · 1984 André Malherbe · 1985 niet toegekend · 1986 William Van Dijck · 1987 Ingrid Lempereur · 1988 Eric Geboers · 1989 Michel Preud'homme · 1990 Jan Ceulemans · 1991 Jean-Michel Saive · 1992 Annelies Bredael · 1993 Vincent Rousseau · 1994 Brigitte Becue · 1995 Frédérik Deburghgraeve · 1996 Johan Museeuw · 1997 Luc Van Lierde · 1998 Ulla Werbrouck · 1999 Gella Vandecaveye · 2000 Joël Smets · 2001 Kim Clijsters en Justine Henin · 2002 Marc Wilmots · 2003 Stefan Everts · 2004 Axel Merckx · 2005 Tom Boonen · 2006 Kim Gevaert en Tia Hellebaut · 2007 4x100m-estafetteploeg voor vrouwen · 2008 niet toegekend · 2009 Philippe Gilbert · 2010 Philippe Le Jeune · 2011 Kevin Borlée · 2012 Evi Van Acker · 2013 Frederik Van Lierde · 2014 Daniel Van Buyten · 2015 4x400m-estafetteploeg voor mannen · 2016 Nafissatou Thiam · 2017 David Goffin · 2018 Nina Derwael · 2019 Belgische hockeyploeg bij de mannen · 2020 Wout van Aert · 2021 Bashir Abdi · 2022 Remco Evenepoel · 2023 Bart Swings · 2024 Lotte Kopecky